# Bordi András (festő)

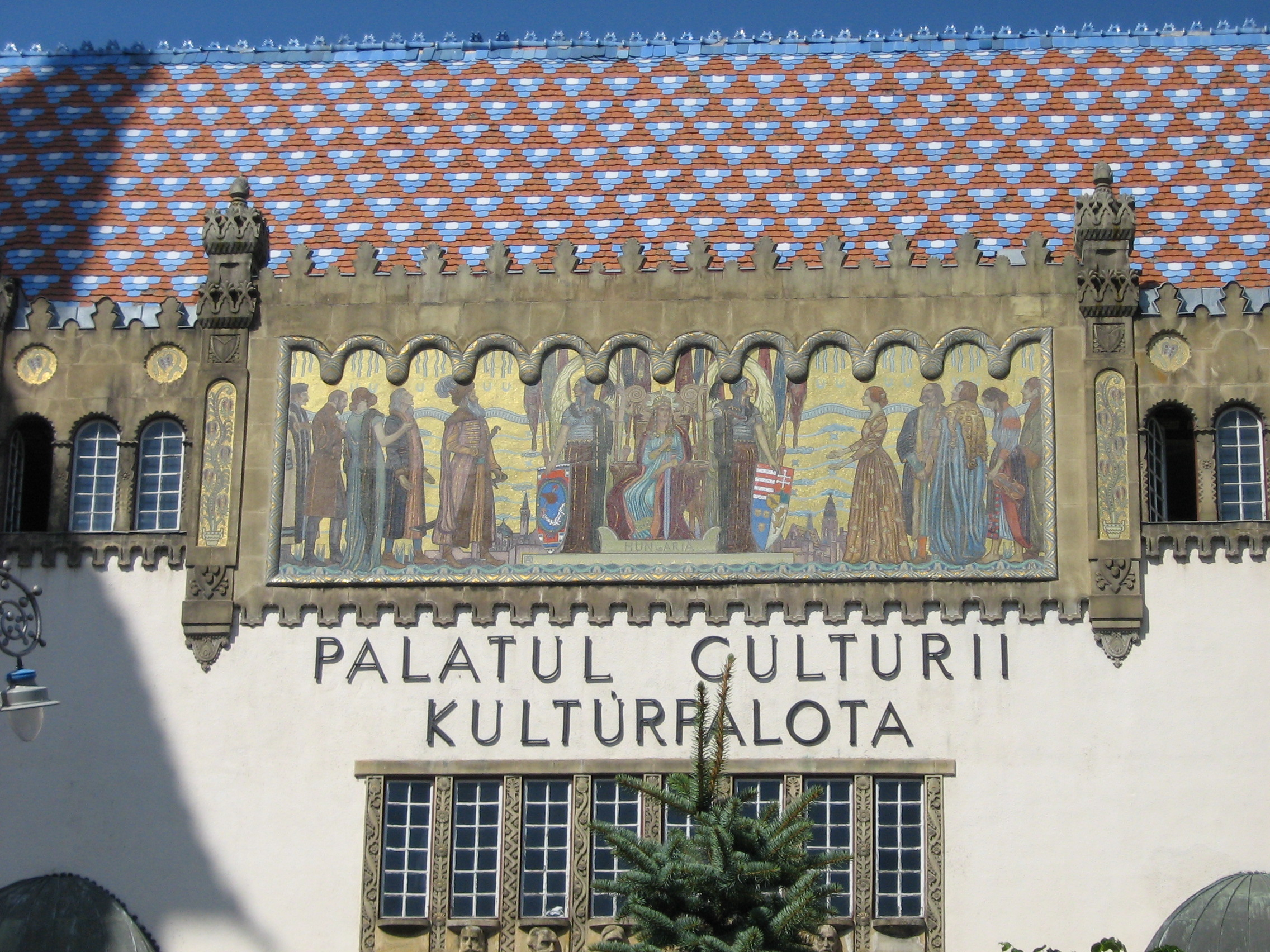
A marosvásárhelyi Kultúrpalota homlokzata, fénykép

Bordi András (Bordy) (Héderfája, 1905. június 2. – Marosvásárhely, 1989. augusztus 11.) magyar festőművész, művészpedagógus, múzeumigazgató.

## Életpályája
A marosvásárhelyi református kollégium után a budapesti képzőművészeti főiskolán végzett, ahol Réti István volt a mestere. Egy tanulmányi évet Párizsban töltött, végül a budapesti főiskolán fejezte be tanulmányait, ahol utóbb Rudnay Gyula volt a mestere. 1941-től festőiskolai, 1949-től művészeti líceumi tanárként működött Marosvásárhelyen. Ugyanott a Kultúrpalota gondnoka, őre, majd igazgatója volt 1940–1971 között. Igazgatása alatt a képtár állományát az induló 135-ről 1100 darabra gyarapította.

## Munkássága
Akvarellfestészete népi tárgyú és szemléletű valóságábrázolás. Számos szakkatalógus szerzője. Akvarelljeiért állami díjban részesült (1949). Elkészítette Kovács György író arcképét (akvarell) és Gy. Szabó Béláét (akvarell és szénrajz). Egyik Önarckép c. festménye 1955-ből való. Az akvarellfestészet megújítója volt és kiváló portréfestő.
Egyéni kiállításai voltak Marosvásárhelyen (1925, 1932, 1959, 1973, 1975, 1985) és Sepsiszentgyörgyön (1971). Csoportos kiállításokon vett részt Kolozsvárott (1948), Bukarestben (1964), Szabadkán (1977).
Gyűjteményes kiállítása 1981-ben volt Budapesten, a Magyar Nemzeti Galériában, a kiállításról nyomtatott katalógus jelent meg.
Műveit a Marosvásárhelyi Képtár, a Marosvásárhelyi Teleki Téka Bolyai Emlékmúzeuma és a Magyar Nemzeti Galéria őrzi.

## Társasági tagsága
- Barabás Miklós Céh alelnöke (1941–44)

## Díjai, elismerései
- Szinyei Merse Pál Társaság (dicsérő oklevél, 1931)
- Műcsarnok, az akvarellfestés nagydíja az Országos Magyar Képzőművészeti Társulattól (1934)
- A Szinyei Merse Pál Társaság elismerése aktuális önarcképéért (1934)
- Román Népköztársaság Állami Díja (II. fokozat, 1949)